# 秦奮
秦奮（1991年8月31日—），中國男歌手、演员，目前為覺醒東方旗下藝人。

## 经历
大學時期被星探發掘，進而成為CUBE公司的中国练习生，於2014年以男團THE LEGEND副主唱身分正式出道。到2016年7月，THE LEGEND以公司未履行業務為由，向SS娛樂要求解約，團體解散。回國後並未與其他經紀公司簽約，直到2017年加入覺醒東方並重新回到舞台表演。2018年1月，參加愛奇藝偶像男團競演養成類真人秀《偶像練習生》，最後獲得第18名。2018年5月15日以男團Awaken-F再次重新出道。2019年10月，获得亚洲新歌榜“年度最具潜力歌手”奖项。

## 音樂作品

### Awaken-F
- 2018年5月15日: 《三里清風》
- 2018年5月10日: 《為你瞩目》
- 2018年7月17日: 《Stay with me》
- 2018年10月9日: 《吸引定律》
- 2018年10月15日: 《有你陪着我》
- 2019年4月8日:《工筆》
- 2019年4月15日: 《永不言敗》

### 其他單曲
- 2017年10月21日: 《Kingsman》
- 2018年8月7日: 《緋》
- 2018年11月5日: 《Show Me》

### 綜藝節目/真人秀
- 2018年1月19日: 愛奇藝《偶像練習生》
- 2018年4月3日: 團體綜藝節目《覺醒TV》
- 2018年7月5日: 芒果TV《火星世界杯》
- 2018年9月1日: 《超能幼稚園》
- 2018年9月1日: 《口紅王子》第一季
- 2019年10月29日: 《口紅王子》第二季
- 2021年11月20日: 《追光吧》

### 網絡劇
| 首播年度 | 戲劇名稱           | 角色   |
| -------- | ------------------ | ------ |
| 2019     | 《妄想少女MOMO》   | 麥克斯 |
| 2021     | 《做梦吧！晶晶》   |        |
| 2021     | 《通天書院》       | 錢嘉裕 |
| 待播     | 《隔壁有只桃花妖》 |        |

### 電影
- 2016年: 《我的吸血鬼大人》 飾演：凱爾

## 偶像練習生參賽表現
| 日期          | 集數     | 節目內容 |
| 2018年1月19日 | 第一集   | 與覺醒東方練習生一起出場，初始自我評價為等級B                                                                                           |
| 2018年1月26日 | 第二集   | 與覺醒東方練習生初登場表演，表演曲目《我在人民廣場吃炸雞》，獲得等級B                                                                   |
| 2018年2月2日  | 第三集   | 主題曲《EIEI》考核，雖因自我懷疑，在評定成績下降至等級F，但後來在F班成功帶領部分成員努力爭取到主題曲舞台機會                            |
| 2018年2月9日  | 第四集   | 組合對抗考核，表演《Can't Stop》，在B組擔任RAP，在表演現場獲得35票，得票為該小組最高                                                    |
| 2018年2月16日 | 第五集   | 第一輪排名儀式，以1,947,458票獲得第13名，並在練習生顏值票選中獲得第4名，練習生介紹給妹妹人選排名第2名                                   |
| 2018年2月23日 | 第六集   | 位置評價考核，選擇RAP位置並選唱《Turn down for what》歌曲，作為隊內C位及隊長，帶領"真不容易"隊伍組員一起表演，在表演現場獲得248票的高票 |
| 2018年3月2日  | 第七集   | 位置評價考核，以50,248票暫時獲得第9名                                                                                                   |
| 2018年3月9日  | 第八集   | 第二輪排名儀式，以8,948,637票獲得第11名，並透過全民製作人投票安排主題考核表演《Firewalking》，最後卻因隊伍人數過多而遭換曲              |
| 2018年3月16日 | 第九集   | 主題考核，與七龍珠隊伍組員一起表演《聽聽我說的吧》，為隊伍設計亮點動作，在表演現場獲得13票                                              |
| 2018年3月23日 | 第十集   | 第三輪排名儀式，以1,163,120票獲得第17名                                                                                                 |
| 2018年3月30日 | 第十一集 | 導師合作賽，與宇宙line隊伍組員和程瀟合作，一起表演《24K Magic REMIX Havana》                                                            |
| 2018年4月6日  | 第十二集 | 總冠軍賽，表演《Mack Daddy》，擔任第一副主唱，並與20強最後一起演唱《Forever》，節目最終以924,331票獲得第18名                            |

## 外部連結
- 秦奮的新浪微博